# Coucou de France
La coucou de France est une race de poule française.

## Description
C'est une volaille légère à ossature fine, mais robuste et aux muscles bien développés et à la chair fine et très blanche 

## Origine
Cette poule est originaire de France, plus particulièrement des départements de la Sarthe et de l’Orne.
Disparue, elle est actuellement reconstituée.

## Standard
- Masse idéale : coq : 2 kg ; poule : 1.5 kg
- Crête : frisée
- Oreillons : rouges
- Couleur des yeux : rouge orangé
- Couleur de la peau : blanche
- Couleur des Tarses : claire
- Variétés de plumage : coucou (gris foncé barré de blanc sale)
- Œufs à couver : min. 60g
- Diamètre des bagues : : Coq : 18mm ; Poule : 16mm

## Club officiel
- Club Percheron de la Coucou de France
- Conservatoire des races normandes et du Maine

## Sources
- Le Standard officiel des volailles (Poules, oies, dindons, canards et pintades), édité par la SCAF.